# Brulapen
De brulapen (Alouatta) is een geslacht uit de familie van de grijpstaartapen (Atelidae). De wetenschappelijke naam van het geslacht werd in 1799 gepubliceerd door Bernard Germain de Lacépède. Dit geslacht bestaat uit twaalf soorten. De brulapen behoren samen met de spinapen tot de grootste apen van de Nieuwe Wereld. De brulapen danken hun naam aan de brulkoren die de dieren rond zonsopgang laten horen.

## Beschrijving
Brulapen hebben een naakt gezicht en een ruwe vacht. De buik is minder zwaar behaard. De vachtkleur varieert per individu, per leeftijd en soms ook per geslacht, maar is meestal gelig bruin, roodbruin of zwart.
De onderkaak en de nek zijn bijzonder groot. De armen en benen zijn korter dan die van andere grijpstaartapen. De grijpstaart van de brulapen is lang en sterk, en de onderzijde van het laatste deel van de staart is onbehaard. De staart dient als vijfde arm, en is sterk genoeg om het hele gewicht van een brulaap te dragen.
Brulapen hebben een kop-romplengte tussen de 55,9 en de 91,5 centimeter en een gewicht van 4 tot 10 kilogram. De staart is 58,5 tot 91,5 centimeter lang, langer dan de rest van het lichaam. Mannetjes zijn over het algemeen groter dan vrouwtjes.

## Voedsel en leefgebied
Brulapen zijn dagactieve boombewoners. Ze komen voor in verschillende bostypen, bijvoorbeeld een tropisch bos. Ze komen vooral van Zuid-Mexico tot Noord-Argentinië, tot een hoogte van 2500 meter. De brulapen leven voornamelijk van bladeren, meer dan enige aap van de Nieuwe Wereld. Ook eten ze vruchten, bloemen en ander plantaardig materiaal. Om giftige bestanddelen te neutraliseren komen de brulapen naar de grond om van de mineraalrijke grond te eten. Doordat er weinig energie in bladeren zit, hebben de brulapen weinig energie en besteden ze een groot gedeelte van de dag aan rusten. De dieren leggen slechts kleine afstanden af en leven in kleine woongebieden, vergeleken met verwante soorten als slingerapen, die voornamelijk van rijpe vruchten leven. Ze houden zich het liefst op in de onderste en middelste lagen van de boomkruin.

## Sociaal gedrag
Brulapen leven in groepen van één of meerdere volwassen mannetjes en enkele volwassen vrouwtjes. Territoria van groepen kunnen overlappen. De grootte van de groep is afhankelijk van de hoeveelheid voedsel dat in het woongebied te vinden is. In voedselrijke gebieden kunnen brulapen leven in groepen van meer dan dertig dieren. Als vreemde mannetjes de macht in een groep grijpen, gaat dit vaak gepaard met infanticide van de jongen van de vorige mannetjes.
De brulapen zijn bekend om de luide, diepe brullen die de mannetjes uitstoten. Deze brullen kunnen van verre te horen zijn: tot drie kilometer in dicht bos, en tot vijf kilometer over open water. De mannetjes kunnen de gehele dag door brullen, maar ze zijn vooral rond zonsopgang en zonsondergang te horen. Vooral 's ochtends laten de mannetjes van één groep brulkoren horen, die worden beantwoord door mannetjes van andere groepen. De brullen dienen voornamelijk om andere groepen brulapen erop te wijzen waar de groep zich bevindt. Door hun locatie bekend te maken, kunnen groepen elkaar mijden, waardoor territoriale gevechten worden voorkomen.
Brulapen zijn polygaam en de meeste soorten planten zich het gehele jaar door voort. De brulapen krijgen één jong per worp (zelden twee) na een draagtijd van 180 tot 194 dagen. Het jong klampt zich stevig vast aan de vacht van de moeder. Oudere jongen zitten voor een lange tijd op de rug van hun moeder. Beide geslachten verlaten de geboortegroep zodra ze volgroeid zijn.

## Taxonomie
Er worden twaalf soorten tot dit geslacht gerekend.
- Geslacht: Alouatta (Brulapen)[3]
  - Soort: Alouatta arctoidea
  - Soort: Alouatta belzebul – Roodhandbrulaap
  - Soort: Alouatta caraya – Zwarte brulaap
  - Soort: Alouatta discolor
  - Soort: Alouatta guariba – Bruine brulaap
  - Soort: Alouatta macconnelli – Guyanabrulaap
  - Soort: Alouatta nigerrima – Amazonebrulaap
  - Soort: Alouatta palliata – Mantelbrulaap
  - Soort: Alouatta pigra – Mexicaanse brulaap
  - Soort: Alouatta sara – Boliviaanse rode brulaap
  - Soort: Alouatta seniculus – Rode brulaap
  -  Soort: Alouatta ululata